# Revoluciones de 1917-1923
Las Revoluciones de 1917–1923 fueron una ola revolucionaria que incluyó disturbios políticos y revueltas alrededor del mundo, inspirada por la Revolución rusa de 1917 y precipitada por el desorden que siguió al fin de la Primera Guerra Mundial. Se trató de insurecciones de carácter socialista o antiimperialista por lo general. Algunos autores consideran su fin en 1919 o 1921.

## Revoluciones comunistas en Europa

### Rusia
La Revolución de Octubre, también conocida como Revolución bolchevique, Octubre Rojo y como Gran Revolución Socialista de Octubre según tanto la historiografía oficial de la antigua Unión Soviética como de acuerdo a algunos grupos comunistas (particularmente los antirrevisionistas), fue la segunda fase de la Revolución rusa de 1917, tras la Revolución de Febrero. La fecha 25 de octubre de 1917 corresponde al calendario juliano vigente en la Rusia zarista de esa época, después abolido por el nuevo Gobierno bolchevique. En el resto del mundo occidental, bajo el calendario gregoriano, los sucesos se iniciaron el día 7 de noviembre de 1917.
La insistencia del Gobierno provisional (formado en la revolución de febrero) en continuar la guerra —muy impopular— impedía la aplicación de las profundas reformas que exigía la población. La ausencia de estas hizo que el programa bolchevique, reflejado en sus consignas de «Paz, pan y tierra» y «Todo el poder para los sóviets» (consejos), ganase partidarios rápidamente en el otoño de 1917 (tener en cuenta que el otoño en Europa, va del 23 de septiembre al 23 de diciembre de cada año). La crisis económica, que se había agravado desde el verano, la amenaza del frente para los soldados de la capital, la desilusión con la falta de reformas gubernamentales y el respaldo al Gobierno provisional de la mayoría de los partidos favoreció a los bolcheviques, que desencadenaron una intensa campaña de propaganda en la capital, por entonces Petrogrado. Entre las clases más desfavorecidas de la urbe, el rechazo a los sacrificios para continuar la guerra y a seguir en Gobiernos de coalición con los kadetes después del golpe de Kornílov era general.
A pesar de la aparente debilidad del Gobierno provisional, pocos días antes de la revolución quedó claro que una insurrección armada contra el Gobierno provisional por parte exclusivamente de los bolcheviques —como defendía Vladímir Lenin— sería rechazada por las masas. Se aprobó entonces la toma del poder, pero siguiendo una estrategia defensiva, dirigida principalmente por León Trotski, que consistía en asegurarse el traspaso del poder durante el II Congreso de los Sóviets a punto de celebrarse. Sería el Sóviet de Petrogrado y no el partido el que tomase el poder y cualquier intento de resistencia del Gobierno se presentaría como un ataque contrarrevolucionario. La orden gubernamental de enviar parte de la guarnición al cercano frente desató la revolución.
Defendiendo sus acciones como defensa ante la contrarrevolución, el nuevo Comité Militar Revolucionario de Petrogrado (CMR) —controlado en la práctica por los bolcheviques— fue tomando rápidamente el control de las unidades de la guarnición. Se sucedió una serie de choques incruentos entre el Gobierno y el CMR por el control de los puntos estratégicos de la capital que terminaron con la victoria del segundo y el aislamiento del primero, que apenas logró recabar ayuda militar. Se produjo entonces finalmente el asalto contra el Gobierno que Vladímir Lenin había estado exigiendo desde hacía semanas, que terminó con la captura de casi todo el Gobierno provisional la noche del 25 de octubrejul./ 7 de noviembre de 1917greg., con el II Congreso de los Sóviets ya en sesión.
El abandono de dicho congreso por los socialistas moderados en protesta por las acciones bolcheviques facilitó la formación de un Gobierno (el Sovnarkom) exclusivamente de este partido. Las posteriores negociaciones para formar un Gobierno de coalición entre los distintos partidos socialistas se malograron por la intransigencia de las partes. Los intentos de la oposición de efectuar un contragolpe mediante una insurrección en la capital y la marcha de tropas del frente sobre la ciudad fracasaron igualmente.

### Europa occidental
Las victorias leninistas también inspiraron un aumento en la acción revolucionaria para lograr el comunismo mundial: la revolución alemana más grande y sus descendientes, como la República Soviética de Baviera, la vecina Revolución húngara y el Biennio Rosso en Italia, además de varios levantamientos más pequeños, protestas y huelgas, todos los cuales resultaron abortivos.
Sin embargo, la Revolución alemana resultó decisiva en la abdicación del Kaiser alemán, así como en el fin del Imperio alemán y, como tal, llegó a dar forma al futuro político de Europa.  También ayudó a convencer a los legisladores del Reino Unido de comenzar a levantar el embargo paralizante sobre el país.
Los bolcheviques trataron de coordinar esta nueva ola de revolución en la Comintern dirigida por los soviéticos, y los nuevos partidos comunistas se separaron de sus antiguas organizaciones socialistas y de la antigua Segunda Internacional moderada. Lenin vio el éxito de la potencial revolución alemana como capaz de poner fin al aislamiento económico de la recién formada Rusia soviética.  A pesar de las ambiciones de la revolución mundial, los partidarios del socialismo en un país dirigido por Iósif Stalin llegaron al poder en el estado soviético, instituyeron la bolchevización de la Comintern y la abolieron en 1943.
Después de la Segunda Guerra Mundial, el Ejército Rojo ocupó la mayor parte de Europa del Este, y los comunistas llegaron al poder en los estados bálticos, Polonia, Hungría, Checoslovaquia, Rumania, Bulgaria y Alemania Oriental.

## Revoluciones no comunistas

### Irlanda
En Irlanda, entonces parte del Reino Unido, el nacionalista Alzamiento de Pascua de 1916 anticipó la guerra de Independencia irlandesa  dentro del mismo período histórico que esta primera ola de revolución comunista. El movimiento republicano irlandés de la época era predominantemente una forma nacionalista y populista de republicanismo radical, y aunque tenía posiciones de izquierda e incluía socialistas y comunistas, no era comunista. Las Repúblicas Rusa Irlandesa y Soviética, sin embargo, encontraron un terreno común en su oposición al Imperio británico y establecieron una relación comercial. Sin embargo, el historiador británico E. H. Carr comentó más tarde que "las negociaciones no fueron tomadas muy en serio por ninguno de los lados". Tanto la República de Irlanda como la República Socialista Federativa Soviética de Rusia eran estados parias que fueron excluidos de la Conferencia de Paz de París. El Estado Libre Irlandés resultante fue fundado en 1922.

### Grecia
El choque entre el republicanismo radical y el monarquismo conservador también estuvo en el centro del conflicto político en Grecia. En los años previos a la guerra, Grecia había participado en las guerras de los Balcanes contra los estados vecinos por motivos nacionalistas e irredentistas. La Gran Guerra, al llevar a Grecia al lado victorioso contra su antiguo rival, el Imperio otomano, había llevado a un punto crítico las tensiones existentes entre dos campos sueltos de élites políticas griegas que se conoce como el Cisma nacional. A la izquierda, los venizelistas, liderados por Eleftherios Venizelos, eran liberales, republicanos, progresistas y nacionalistas; favoreció a Francia y Gran Bretaña en política exterior y buscó profundas reformas democratizadoras influenciadas por los radicales en la Tercera República francesa y por el primer ministro británico David Lloyd George. A la derecha, los monárquicos eran conservadores, clericales y tradicionalistas; favoreció a Alemania en política exterior y apoyó un poderoso papel político para el rey. Entre 1919 y 1922, Grecia emprendió la guerra con Turquía para aprovechar la disolución del Imperio otomano y adquirir territorio habitado por griegos étnicos. El desastre de Grecia en la batalla de Dumlupinar provocó el descrédito de su establecimiento conservador y monárquico: los motines del ejército y los levantamientos populares en 1922 llevaron inicialmente a un golpe militar por parte de los oficiales del ejército republicano, seguido por la abdicación forzada del rey Constantino I en 1923 y la abolición de la monarquía y el establecimiento de la Segunda República helénica. en 1924. Ese período de inestabilidad continuó durante el resto del período de entreguerras, con el general Pangalos instalado como dictador en el golpe militar de 1925, un retorno a la democracia bajo Venizelos en 1928 y la restauración de la monarquía por un golpe militar en 1935.

### España
España, a pesar de su neutralidad durante la guerra, también se vio afectada por la agitación entre el republicanismo  radical y el monarquismo tradicionalista.La Restauración de la monarquía de 1874 fue un régimen parlamentario pero conservador que subrepresentó a las clases populares y le dio al monarca un papel político importante. Una alianza de republicanos radicales, socialistas y oficiales descontentos de las Fuerzas Armadas españolas intentó una revolución democratizadora en 1917, pero pronto fracasó. Después de la guerra, sin embargo, los críticos de la monarquía constitucional crecieron a medida que el clima internacional resultó favorable al cambio institucional republicano o democratizador, y el estado de la Restauración demostró ser incapaz de resolver una serie de desafíos provocados por la guerra, en particular una recesión económica de posguerra y una renovada acción antiimperialista en las colonias. Los movimientos huelguísticos proliferaron entre 1919 y 1923, lo que llevó notablemente a una escalada del conflicto paramilitar entre los movimientos obreros y patronales en ciudades como Barcelona. Mientras tanto, España entró en guerra en 1920 para mantener el control sobre el protectorado español de Marruecos establecido en 1912, que culminó con la desastrosa derrota de la Batalla de Annual en 1921, que finalmente desacreditó a la monarquía constitucional. Las elecciones repetidas no lograron producir mayorías de trabajo en el parlamento para ninguno de los partidos del establishment, el Partido Liberal Fusionado o el Partido Liberal-Conservador, para abordar las crisis. Ante el malestar social generalizado y la parálisis institucional, el general Miguel Primo de Rivera exigió el poder, y fue nombrado jefe de Gobierno con poderes dictatoriales por el rey Alfonso XIII . Los movimientos revolucionarios y democratizadores de 1916-22 fueron impedidos por la instalación de una dictadura militar que duraría hasta la Segunda República española de 1931.

### México
Lo mismo ocurrió con la Revolución Mexicana , que había degenerado en luchas entre facciones entre los rebeldes en 1915, ya que las fuerzas más radicales de Emiliano Zapata y Pancho villa perdieron terreno ante la más conservadora "oligarquía sonora" y su Ejército Constitucionalista. Los Felicistas, el último grupo importante de contrarrevolucionarios, abandonaron su campaña armada en 1920, y las luchas de poder intestinas disminuyeron por un tiempo después de que el general revolucionario Álvaro Obregón había sobornado o asesinado a sus antiguos aliados y rivales por igual, pero la década siguiente fue testigo del asesinato de Obregón y varios otros, intentos fallidos de golpe militar y un levantamiento tradicionalista masivo. la Guerra Cristera, contra la persecución del gobierno a los católicos.

### Malta
La Sette Giugno de 1919 fue una revuelta caracterizada por una serie de disturbios y protestas de la población maltesa, inicialmente como reacción al aumento del costo de vida después de la Primera Guerra Mundial y el despido de cientos de trabajadores del astillero. Eso coincidió con las demandas populares de autogobierno que resultaron en la formación de una Asamblea Nacional en La Valeta al mismo tiempo de los disturbios. Eso impulsó dramáticamente el levantamiento, ya que muchas personas se dirigieron a La Valeta para mostrar su apoyo a la Asamblea. Las fuerzas británicas dispararon contra la multitud, matando a cuatro hombres locales. El costo de vida aumentó dramáticamente después de la guerra. Las importaciones eran limitadas, y a medida que los alimentos escaseaban, los precios subían, lo que hizo la fortuna de los agricultores y comerciantes con excedentes para el comercio.

### Egipto
Una revolución en todo el país contra la ocupación británica de Egipto y Sudán fue llevada a cabo por egipcios y sudaneses de diferentes ámbitos de la vida a raíz del exilio ordenado por los británicos del líder revolucionario  Saad Zaghloul y otros miembros del Partido Wafd en 1919. La revolución llevó al reconocimiento de Gran Bretaña de la independencia egipcia en 1922 y la implementación de una nueva constitución en 1923. Gran Bretaña, sin embargo, mantuvo una gran influencia sobre el recién creado Reino de Egipto. Gran Bretaña retuvo el control de la Zona del Canal y Sudán. El rey Fuad murió en 1936, y Faruk heredó el trono con solo 16 años. Alarmado por la Segunda guerra italo-etíope durante la cual la Italia fascista invadió Etiopía, firmó el Tratado anglo-egipcio, que requería que Gran Bretaña retirara todas las tropas de Egipto en 1949, excepto en el Canal de Suez. Durante la Segunda Guerra Mundial, las tropas aliadas utilizaron Egipto como una base importante para sus operaciones en toda la región. Las Fuerzas Armadas británicas se retiraron al área del Canal de Suez en 1947, pero el sentimiento nacionalista antibritánico continuó creciendo después de la guerra.

### Turquía
Tras la rendición del Imperio Otomano en el Armisticio de Mudros y el posterior Tratado de Sèvres, la resistencia tanto al Sultanato Otomano como a las fuerzas de ocupación extranjeras aumentó a través de la formación de Kuva-yi Milliye, milicias irregulares que lucharon contra los franceses en lo que se convirtió en el Frente Sur de la guerra. Tras la ocupación de Izmir por las fuerzas griegas, la Gran Asamblea Nacional (GNA) se formó como un contragobierno dirigido por Mustafa Kemal Atatürk. El GNA continuó luchando contra las fuerzas de ocupación, especialmente los griegos que marcharon más hacia Anatolia, pero detuvieron su avance en la Batalla de Sakarya. Esto fue seguido por el inicio de la Gran Ofensiva que empujó a las fuerzas griegas invasoras fuera de Anatolia.
Las secuelas de la guerra de independencia vieron la abolición del sultanato otomano, poniendo fin a 623 años de dominio otomano y la soberanía de la Gran Asamblea Nacional sobre Turquía. El 29 de octubre de 1923, se declaró una República en Turquía con Ataturk como su presidente, quien introdujo las reformas de Atatürk. Estas fueron una serie de reformas y políticas que revisaron completamente la sociedad, la economía y el gobierno turcos.

### Irak
El descontento con el gobierno británico se materializó en mayo de 1920 con el estallido de manifestaciones masivas en Bagdad centrándose en protestas pacíficas contra el dominio británico. Hubo grandes reuniones en las mezquitas suníes y chiíes que han dado prueba de la cooperación entre las dos grandes ramas religiosas de la sociedad iraquí. En una de las reuniones más grandes se designaron quienes representarían la causa iraquí en un diálogo frente a las autoridades británicas. El Comisario Civil interino, Sir Arnold Wilson, desestimó sus demandas al creerlas poco prácticas.

## Lista

### Revoluciones comunistas iniciadas entre 1917 y 1924
- Revolución Rusa (1917)
  - República Socialista Federativa Soviética de Rusia
  - República Soviética de Ucrania (1918)
  - República Socialista Soviética de Ucrania (1919)
  - República Socialista Soviética Lituano-Bielorrusa
  - República Socialista Soviética de Lituania (1918-1919)
  - República Soviética Socialista de Letonia (1918-1920)
  - Comuna del Pueblo Trabajador de Estonia (1918-1919)
  - República Socialista de los Trabajadores de Finlandia (1918)
- En España:
  - Crisis de 1917
  - Trienio Bolchevique de 1918-1921
- Movimiento Jangal / Movimiento de la Selva de Guilán (1915/17-1920)
  - República Socialista Soviética de Persia (1920-1921)
- Territorio Libre (1918)
- Revolución de los Crisantemos
- Semana Roja (Países Bajos) (1918)
- Guerra civil finlandesa (1918)
- Rebelión de Darwin (1918)
- Violencia política en Alemania (1918-1933)
  - Revolución de Noviembre (1918-1919)
    - Estado Popular de Baviera (1918-1919)
    - República Soviética de Sajonia (1918-1919)
    - República Soviética de Bremen (1919)
    - República Soviética de Baviera (1919)

  - Levantamiento del Ruhr (1920)
  - Acción de Marzo (1921)
  - Levantamiento de Hamburgo (1923)
- Revolución y contrarrevolución en Hungría (1918-1920)
  - República Soviética Húngara (1919)
  - República Soviética Eslovaca (1919)
- Violencia fascista y antifascista en Italia (1919-1926)
  - Biennio Rosso (1919-20)
- Semana Trágica (Argentina) (1919)
- Sóviet de Limerick (1919)
- Intento de golpe de Estado en Georgia de 1920
- Comité Revolucionario Polaco Provisional (1920)
- Patagonia Rebelde (1920-1922)
- Revolución mongola de 1921
- Levantamiento de Septiembre (Bulgaria) (1923)
- Levantamiento de Tatarbunar (1924)
- Intento de golpe de Estado en Estonia ("Levantamiento de Tallinn") (1924)

### Insurrecciones de izquierda contra la Unión Soviética
- Alzamiento socialrevolucionario (1918)
- Levantamientos de izquierda contra los bolcheviques (1918-1922)
- Ejército Revolucionario Insurreccional de Ucrania (1918-1922)
- Rebelión de Tambov (1920-21)
- Rebelión de Kronstadt (1921)
- Rebelión de Agosto (Georgia) (1924)

### Contra-revoluciones contra la Unión Soviética iniciadas entre 1917 y 1921
- Movimiento Blanco (1917-1923)
- República Popular Ucraniana (1917-1921)
- República Popular de Kubán (1918-1920)
- República de las Montañas del Cáucaso Septentrional (1917-1920)
- República Democrática de Georgia (1918-1921)

### Respuestas soviéticas a las contra-revoluciones, iniciadas entre 1917 y 1919
- Guerra civil rusa (1917-1923)
- Terror Rojo (1918)
- Guerra polaco-soviética (1919-1921)